# Verloren jaren
Verloren Jaren is een Nederlandse film uit 2010 van Bas Labruyère. De film is gebaseerd op het waargebeurde verhaal van Labruyère die tijdens zijn studie aan de Nederlandse Film Academie te kampen krijgt met zware psychoses. De film wordt veel bekeken door hulpverleners, studenten en lotgenoten met de ziekte schizofrenie. In de periode 2011-2013 werd de film gebruikt als lesstof bij de Universiteit van Amsterdam en Universiteit Leiden, soms als verplichte lesstof.

## Synopsis
Na drie eerdere afwijzingen wordt Bart (gespeeld door Wouter de Jong) in 2001 aangenomen voor de studie regie aan de Nederlandse Film Academie. Hij heeft het naar zijn zin tot in 2003 het noodlot toeslaat. Bart krijgt te kampen met zijn eerste psychoses. Hij begint de filmacademie ervan te verdenken acteurs in te huren die alleen voor hem speciaal bestemde boodschappen brengen.

## Rolverdeling
- Wouter de Jong als Bart
- Timo Ottevanger als Sander
- Sijtze van der Meer als Willem
- Mirja Poelstra als Annemiek
- Frederik de Groot als studieleider
- Elisa van Riessen als directeur Filmacademie

## Achtergrond
Verloren Jaren is een film waarbij de kijker door de ogen van een ervaringsdeskundige een psychose ervaart. Het verhaal van de film is gebaseerd op ervaringen van filmmaker Bas Labruyère. De regisseur heeft de ziekte schizofrenie en heeft zelf te kampen gehad met psychosen. Pas na drie jaar liet hij zich opnemen in een psychiatrische kliniek. Na zijn herstel schreef hij een brief om zijn ervaringen met zijn familie en vrienden te delen. Gestimuleerd door zijn behandelaar besloot de oud-filmstudent van de Nederlandse Film en Televisie Academie in Amsterdam zijn verhaal te verfilmen.

## Vertoningen
De film ging in première in Den Haag en werd vertoond op het Film by the Sea Film Festival in Vlissingen, de Nieuwe Veste in Breda en het Future Key of Life filmfestival in Leiden. Na de première werd de film voornamelijk vertoond bij festivals rondom het thema psychische problemen en geestelijke gezondheid, zoals het filmfestival Verfilmde Waan. Ook werd de speelfilm uitgezonden op de televisiezender L1.
Een jaar na de première werd de gehele film gratis online gezet. De film werd via internet 25.000 keer bekeken.
Een beperkte dvd-oplage werd gratis beschikbaar gesteld voor organisaties en opleidingsinstellingen die te maken hadden met mensen met psychotische aandoeningen.